# August Immanuel Bekker

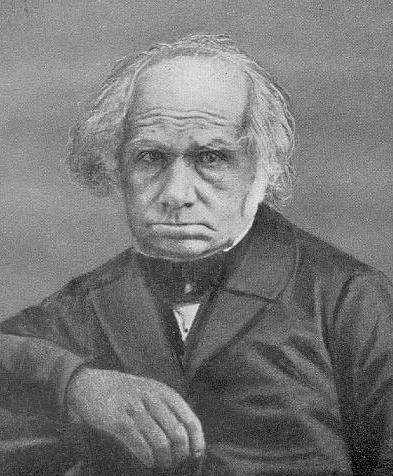
August Immanuel Bekker.

August Immanuel Bekker (Berlim, 21 de maio de 1785 – 7 de junho de 1871) foi um filólogo clássico alemão.

## Biografia
Nascido em Berlim, Bekker completou sua educação clássica na Universidade de Halle orientado por Friedrich August Wolf, que o considerava o seu discípulo mais promissor. Em 1810 foi nomeado professor de filosofia na Universidade de Berlim. Durante vários anos, entre 1810 e 1821, ele viajou pela França, Itália, Inglaterra e diversos lugares da Alemanha, examinando manuscritos de obras clássicas e obtendo materiais para os seus grandes trabalhos editoriais, fundamentalmente a edição em grego de autores clássicos antigos.
Alguns dos resultados das suas pesquisas foram publicados na Anecdota Graeca (3 vols, 1814–1821),
mas os principais resultados podem ser encontrados na enorme coleção de autores clássicos editados por ele. Nomeando somente o seu trabalho principal, podemos citar quase a totalidade da literatura grega clássica, com excepção dos poetas trágicos e líricos. As suas edições mais famosas são as das obras de Platão

(1816–1823), Oratores Attici

(1823–1824),
Aristóteles
(1831–1836), Aristófanes
(1829), e vinte e cinco volumes do Corpus Scriptorum Historiae Byzantinae. Os únicos autores latinos editados por ele foram Lívio (1829–1830) e Tácito (1831).
Foi eleito Membro Estrangeiro Honorário da American Academy of Arts and Sciences em 1861.
Os números de página da sua edição das obras de Aristóteles foram aceitos universalmente como uma numeração padrão dessas obras para ser usada em citações, denominada numeração de Bekker.
Morreu em Berlim aos 86 anos.